# المراقبة النشطة لسرطان البروستات

يوضح الرسم سرطان البروستات يضغط على الحالب.

المراقبة النشطة هي خيار لتدبير سرطان البروستات الموضع، يمكن تقديمه للمرضى المناسبين والمرشحين أيضًا للعلاجات المحلية الهجومية (الجراحة والعلاج الإشعاعي)، بقصد التدخل في تقدم المرض. لا ينبغي الخلط بين المراقبة النشطة والانتظار اليقظ، إذ إن الثاني يعتبر إستراتيجية مراقبة أخرى للرجال غير المرشحين للعلاج الناجع (الجراحة والإشعاع) بسبب محدودية متوسط العمر المتوقع. توفر المراقبة النشطة للرجال المصابين بسرطان البروستات، والذين يُعتقد أن خطر حدوث الضرر لديهم منخفض بغياب العلاج، فرصة لتأخير العلاج الهجومي أو تجنبه مع الآثار الجانبية المرتبطة به. في حين يعتبر سرطان البروستات أكثر أنواع السرطان غير الجلدي شيوعًا والسبب الرئيسي الثاني للوفيات المرتبطة بالسرطان لدى الرجال الأمريكيين، تشير التقديرات المتحفظة إلى أن نحو 100,000 رجل سنويًا في الولايات المتحدة ممن سيكونون مؤهلين للعلاج المحافظ من خلال المراقبة النشطة، يخضعون لعلاجات غير ضرورية. يعتبر تدبير سرطان البروستات الموضع محل خلاف، وغالبًا ما يخضع الرجال المصابون بمرض موضع حاليًا لعلاجات ذات آثار جانبية كبيرة لا تحسن النتائج الصحية العامة. في بيان مؤتمر حالة العلوم الصادر عن معاهد الصحة الوطنية الأمريكية لعام 2011 حول «دور المراقبة النشطة في تدبير الرجال المصابين بسرطان البروستات الموضع»، أُشير إلى العديد من الأسئلة غير المجابة حول استراتيجيات مراقبة سرطان البروستات والتي تتطلب مزيدًا من البحث والتوضيح. وتشمل:
- تحسينات في دقة التشخيص المرضي وتوافقه فيما يخص سرطان البروستات.
- الإجماع على فئة الرجال الأنسب كمرشحين للمراقبة النشطة.
- البروتوكول الأمثل للمراقبة النشطة وإمكانية إضفاء الطابع الفردي على النهج بناءً على العوامل السريرية وعلى المريض.
- الطرق المثلى لإيصال خيار المراقبة النشطة للمرضى.
- طرق لمساعدة المريض في اتخاذ القرار.
- أسباب قبول المراقبة النشطة أو رفضها كاستراتيجية علاجية.
- النتائج قصيرة وطويلة المدى للمراقبة النشطة.

سلط بيان بالإجماع الضوء على الحاجة إلى دراسات مصممة جيدًا لتناول هذه الأسئلة بصفتها أولوية مهمة في البحوث الصحية. في الوقت الحالي، تُقدم المراقبة النشطة لعلاج سرطان البروستات منخفض الخطورة إلى المزيد والمزيد من المرضى في الحالات التي يُعتبر فيها سرطان البروستات عمومًا غير مؤذٍ للرجل خلال حياته في حال تأخير العلاج أو تجنبه. بالنسبة لهؤلاء الرجال، يُعتقد أن المراقبة تقدم نهجًا تدبيريًا أكثر استهدافًا؛ وتجنب العلاج غير الضروري وخطر الآثار الجانبية المرتبطة به، وتسمح رغم ذلك بالتدخل العلاجي لدى الذين يعانون من تطور المرض أثناء الملاحظة.

## تاريخ سرطان البروستات في عصر مولد ضد البروستات النوعي
أدى فحص سرطان البروستات المعتمد على مولد ضد البروستات النوعي إلى الكشف المبكر عن سرطان البروستات (هجرة المرحلة)، وبالتالي غيّر سير المرض في غياب العلاج (التاريخ الطبيعي). زاد الكشف عن وقوع سرطان البروستات وانتشاره مع انتشار اختبار مولد ضد البروستات النوعي، وكذلك طول الفترة الزمنية التي يعيش فيها الرجال مع مرضهم، مقارنة بعصر ما قبل مولد ضد البروستات النوعي. أدت الهجرة المرحلية التي حدثت، مع تطبيق التدخل العلاجي في مرحلة مبكرة، دون شك إلى انخفاض معدل وفيات سرطان البروستات. مع ذلك، يعد مدى إسهام الفحص القائم على مولد ضد البروستات النوعي في هذا الانخفاض محط نقاش. علاوة على ذلك، نظرًا لأن سرطان البروستات يتطور ببطء ويظهر أغلب الأحيان لدى الرجال المسنين الذين يعانون من مخاطر وفيات متعددة، يعتبر مدى إسهام تغييرات التاريخ الطبيعي هذه في الفوائد والضرر محط نقاش أيضًا.